# Cirurgia de catarata

A cirurgia de catarata ou facectomia é a remoção do cristalino do olho que tornou-se opaco, referenciado como catarata.
Cristalino é uma lente que temos no nosso olho e que como o próprio nome diz é transparente. Com o passar dos anos e devido as variações metabólicas das fibras do cristalino induzidas principalmente pela radiação ultravioleta, essa lente natural perde a transparência, ficando opaca, amarelada. Isso é o que é chamado de catarata. A perda de transparência do cristalino causa diminuição da acuidade visual. Durante a cirurgia a lente natural é removida e substituida por uma lente sintética, chamada lente intraocular, sendo assim recuperada a transparência (fonte http://www.medicodeolhos.com/2010/04/catarata-diagnostico-e-cirurgia.html)
Atualmente existem duas técnicas de cirurgia de catarata. A facectomia extracapsular, onde é feita uma abertura grande no olho e a lente é implantada direto dentro do olho. Já a técnica mais moderna da cirurgia da catarata, chamada facoemulsificação, ocorre por uma abertura pequena no olho e a lente intraocular entra dobrada através dessa pequena abertura. Com isso, nessa técnica moderna da cirurgia de catarata, como a abertura no olho é menor, a inflamação no pós operatório também é menor, os risco são menores, a necessidade de fazer sutura (dar pontos) é menor ou mesmo inexistente.
A facoemulsificação é muito superior à facectomia e isso contribuiu muito para o sucesso da cirurgia de catarata em todo o mundo.
No entanto, a facoemulsificação envolve um custo muito elevado devidos aos equipamentos usados e a lente intraocular própria para esse tipo de técnica. Por isso, em alguns lugares, a técnica extracapsular ainda é utilizada.
A cirurgia é feita sob anestesia local, o paciente não precisa dormir no hospital (internação de curta permanência ou internação-dia). A taxa de sucesso supera os 90%, com uma taxa de complicações muito pequena. Porém, durante um mutirão de cirurgias de catarata, do governo do Amazonas, em Nova Olinda do Norte (AM) 18 idosos ficaram cegos após a operação.